# Protestos em Magalhães de 2011

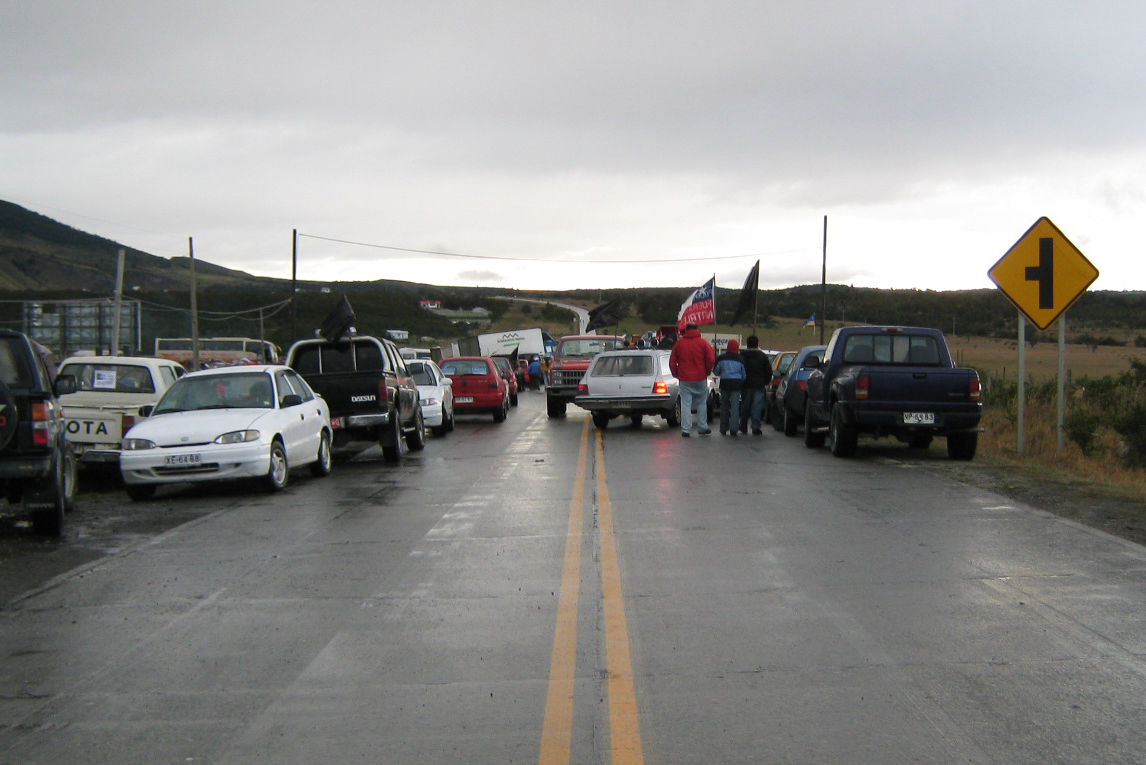
Corte da Rota Nº 9 e a Carreteira 4 (Y-135) em Puerto Natales.

Os protestos em Magalhães de 2011 foram uma série de protestos provocados pelo aumento do valor do gás natural na região chilena de Magalhães, realizadas durante Janeiro de 2011.
Estes protestos representaram um forte revés ao governo do presidente Sebastián Piñera, que teve que solicitar a demissão do ministro de Energia. Depois de uma semana de protestos, o governo de Chile concordou em diminuir o aumento de 16,8% para 3%, equivalente a inflação anual, e entregar amplas concessões às famílias de menores recursos da região.

## Antecedentes
No dia 29 de dezembro de 2010, o diretório da Empresa Nacional de Petróleo do Chile (ENAP) tomou a decisão de aumentar em 16,8% o preço do gás natural na região de Magalhães, localizada no extremo sul de Chile. Esta medida tinha como objetivo diminuir a diferença entre o preço do gás subvencionado cobrado pela ENAP à distribuidora da região Gasco Magallanes e os valores no mercado internacional, levando em conta que a empresa de petróleo Chilena se encontrava no meio de uma complicada situação econômica. A decisão foi tomada pelo diretório da empresa de petróleo, e contou com a participação dos Ministros de Energia e Mineria do Chile, Ricardo Raineri e Laurence Golborne.
A extração do recurso natural do gás na região de Magalhães es vendida num custo baixo à empresa Methanex, de capitais canadienses, quem ocupa um 75% da produção total da ENAP, fato que foi fortemente criticado pelos habitantes da região.

## Desenvolvimento

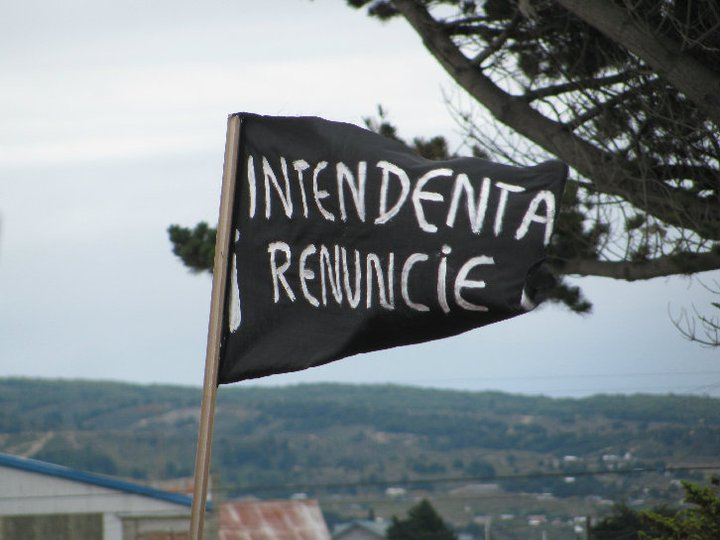
Bandeira preta com a frase “Intendenta, renuncie” contra Liliana Kusanovic.

A decisão da ENAP, que contou com o apoio do ministro Ricardo Raineri, levou à uma série de manifestações públicas na região desde o dia 5 de Janeiro e a paralisação de atividades nas cidades mais importantes, como Punta Arenas e Puerto Natales. O Ministro Raineri criticou as manifestações argumentando que "o subsídio em Magalhães é uma festa que deve terminar" gerando reações negativas entre os habitantes da região.
No dia 11 de Janeiro a Assembleia dos Cidadãos de Magalhães chamou a uma paralisação das atividades com data de término indefinida, com início na meia-noite. Na mesma noite duas mulheres morreram atropeladas por um caminhonete durante os protestos em Punta Arenas. Durante o dia mais de 31 pessoas foram presas por roubos e danos à propriedade pública. Depois das primeiras manifestações, Carabineiros do Chile enviaram Forças Especiais para controlar a situação em Punta Arenas.
Durante o dia 12 de Janeiro, a paralisação continuou nas principais cidades da região de Magalhães, e estendeu-se às fronteiras com Argentina, isolando mais de dois mil veículos que pretendiam atravessa-la. Pelo menos cem brasileiros ficaram impossibilitados de sair de Punta Arenas. Outros 1.500 turistas ficaram bloqueados no Parque Nacional Tierra del Fuego logo que as rotas para Puerto Natales e El Calafate ficassem bloqueadas. Os voos das linhas aéreas LAN Airlines e Sky Airline foram canceladas devido aos bloqueios na rota para o Aeroporto Internacional Presidente Carlos Ibáñez del Campo.

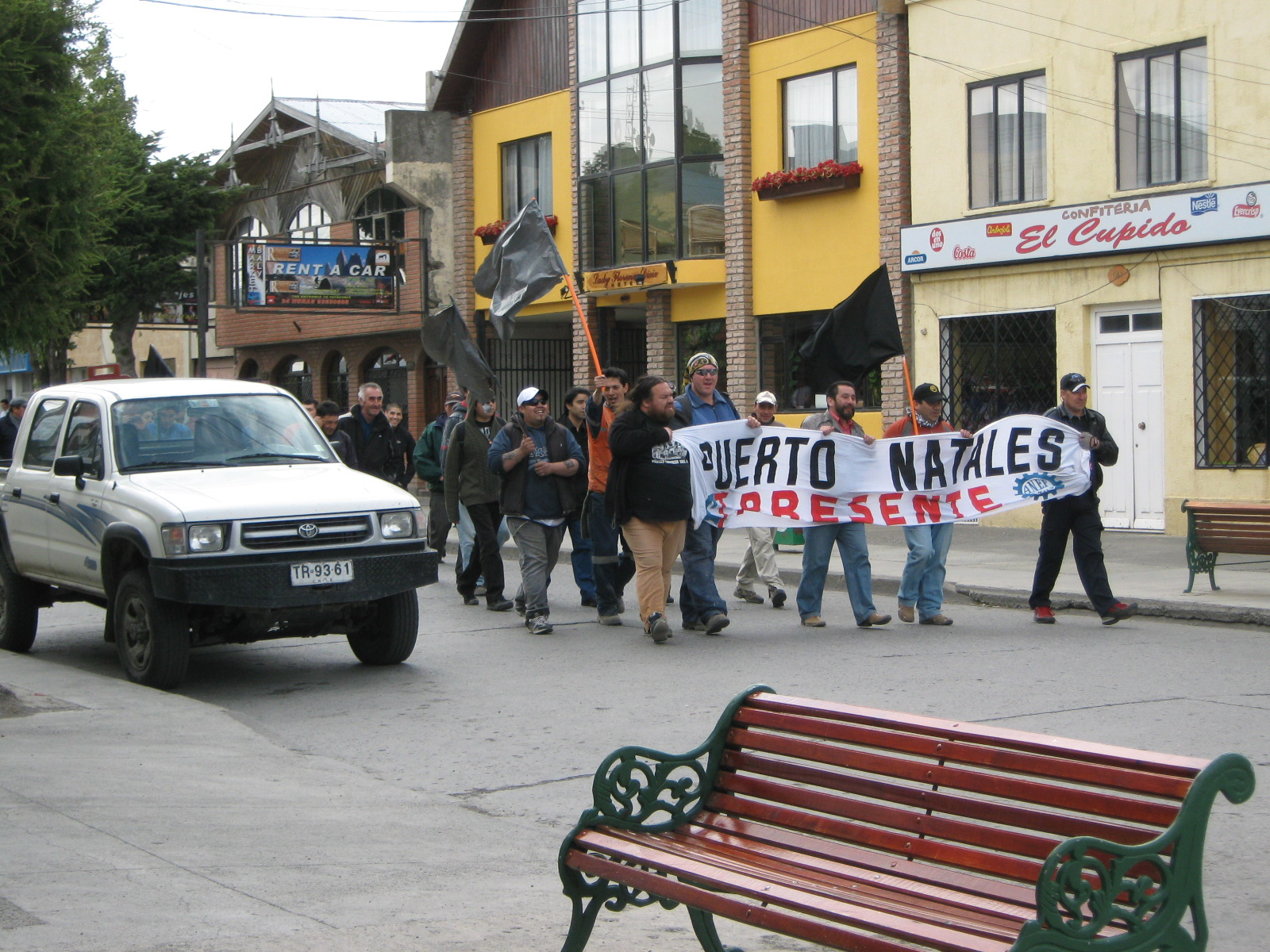
Habitantes de Puerto Natales marcham em protesto ao aumento do preço do gás.

No dia 14 de Janeiro a Ministra secretária-geral do governo do Chile anunciou a demissão do Ministro Raineri e outros três ministros. O ministério de Energia foi assumido por Laurence Golborne, convertendo-se em bi-ministro de Minas e Energia em 16 de Janeiro. O novo ministro viajou para Magalhães em 17 de Janeiro para as negociações com a Assembleia dos Cidadãos de Magalhães. Nessa noite, Golborne foi encurralado por uma massa de manifestante numa rádio local, e teve que ser escoltado por forças especiais 
Finalmente, no dia 18 de Janeiro um acordo foi assinado pelo Governo de Chile e a Assembleia, onde se estabeleceu que o aumento do preço do gás seria de 3% durante os 10 meses seguintes, e uma série de benefícios destinados às famílias de menores recursos da região. Este acordo pôs fim à paralisação, que durou sete dias.

## Consequências
Os protestos representaram um forte revés ao governo de Sebastián Piñera. Segundo um enquete realizado pela empresa Adimark no Chile, no mês de Janeiro o apoio ao governo caiu 6 pontos, chegando num 41%, enquanto que um 46% da população não aprova o governo, sendo a primeira vez que a desaprovação é maioria no governo de Piñera. A desaprovação ao governo chegou atingir um 52% entre os dias 11 e 17 de Janeiro. A aprovação do Ministro de Minas e Energia, Laurence Golborne, apenas desceu dois pontos ficando em 84%, embora tenha sido um dos principais involucrados 